# Apolo Kagwa
Apolo Kagwa (* 1869; † 21. Februar 1927 in Nairobi, Kenia) war ein bugandischer Politiker und Ethnograf.
Kagwa diente am Hofe der Kabakas Mutesa und Mwanga II. und wurde unter Mwanga 1890 Premierminister (Katikiro) von Buganda. Infolge der ugandischen Religionskonflikte gab es seit 1892 neben dem Protestanten Kagwa mit Stanislaus Mugwanya zusätzlich auch einen katholischen Katikiro.
Im Januar 1897 war es unter anderem Kagwa, der Gabriel Kintu bei den britischen Behörden anzeigte, was die erfolglose Rebellion Mwangas gegen die Briten mit auslöste. Da der von den Briten als Nachfolger Mwangas eingesetzte Daudi Chwa II. erst ein Jahr alt war, übernahm Kagwa mit Mugwanya und Zakaria Kizito Kisingiri die Amtsgeschäfte in Buganda. In dieser Rolle war er auch an der Formulierung des Buganda Agreement beteiligt, das die Landverhältnisse in Buganda neu regelte und das ihn selbst stark begünstigte, indem ihm 78 km² Land zugesprochen wurden. In der Folgezeit arbeitete er weiter eng mit den Briten zusammen und setzte sich für die Modernisierung der Landwirtschaft und die Schaffung eines Bildungswesens ein. Seine Verteidigung der Privilegien der Bakungu brachte ihn aber zusehends in Opposition zur britischen Verwaltung wie auch zum Kabaka. Das Amt als Premierminister hatte er bis 1926 inne, als er wegen eines relativ unbedeutenden Konflikts, in dem er von der britischen Verwaltung in seiner Autorität übergangen wurde, sein Amt niederlegte.
Kagwa war, nachdem christliche Missionare ihre Arbeit in Uganda aufgenommen hatten, früh zum anglikanischen Glauben übergetreten und in der Church Missionary Society (CMS) aktiv. So war er auch eine der federführenden Figuren während des Baus der Kathedrale von Namirembe in Kampala.
Zur Krönungszeremonie Eduards VII. 1901 reiste Kagwa mit seinem Sekretär Ham Mukasa an, der über diese Reise einen Bericht in Luganda verfasste, der auf die Interessen der heimischen Baganda zugeschnitten war, für die Europa ein fernes unbekanntes Land war.
1905 wurde er als Honorary Knight Commander des Order of St Michael and St George ausgezeichnet.